# Allocosa dingosaeformis
Espèce
Synonymes
- Lycosa dingosaeformis Guy, 1966

Allocosa dingosaeformis est une espèce d'araignées aranéomorphes de la famille des Lycosidae.

## Distribution
Cette espèce est endémique du Maroc.

## Description
La femelle holotype mesure 13 mm et le mâle paratype 15 mm.

## Systématique et taxinomie
Cette espèce a été décrite sous le protonyme Lycosa dingosaeformis par Guy en 1966. Elle est placée dans le genre Allocosa par Brignoli en 1983.

## Publication originale
- Guy, 1966 : « Contribution à l'étude des araignées de la famille des Lycosidae et de la sous-famille des Lycosinae avec étude spéciale des espèces du Maroc. » Travaux de l'Institut Scientifique Cherifien, Série Zoologie, vol. 33, p. 1-174.